# Листоблішка зонтична
Листоблішка зонтична або листоблішка морквяна (Trioza viridula Zett.) — комаха з ряду клопів, шкідник сільськогосподарських культур. В Україні зустрічається у Закарпатській і Харківській областях.

## Опис

Німфа листоблішки

Тіло дорослих комах зеленувато-жовте або блідо-зелене, довжиною 1,7 міліметрів. Очі й очки червонуваті, кінці вусиків і голова частково буруваті. Вусики 10-членикові. Задні ноги стрибальні, з довгими стегнами, вкритими шипами. Черевце має 6 сегментів. Яйце веретеноподібне, довжиною 0,3 міліметра, довгасте, спочатку біле, пізніше жовтувато-кремове або жовте. Личинка зеленувато-жовта, плеската, з трохи опуклою спинкою, вкритою вздовж середини шипами. Голова поперечна, з червоними очима. На тілі личинки містяться воскові трубочки, з яких виділяються сріблясті воскові ниточки. У личинок першого віку одна воскова трубочка, п'ятого — від 93 до 100. Німфа має жовте забарвлення.

## Екологія
Зимують дорослі листоблішки, які восени після проходження німфальної фази мігрують на хвойні дерева для зимівлі. Протягом року дає одне покоління. Самки відкладають яйця вертикально на листки, черешки або стебла моркви, петрушки та інших зонтичних. Інколи на одному листку буває кілька десятків яєць. Відкладання їх продовжується все літо. Ембріональний розвиток триває близько 20 діб. Личинки проходять чотири віки. За допомогою хоботка листоблішки висисають соки з листків, внаслідок чого вони скручуються і засихають.